# سرخوشی

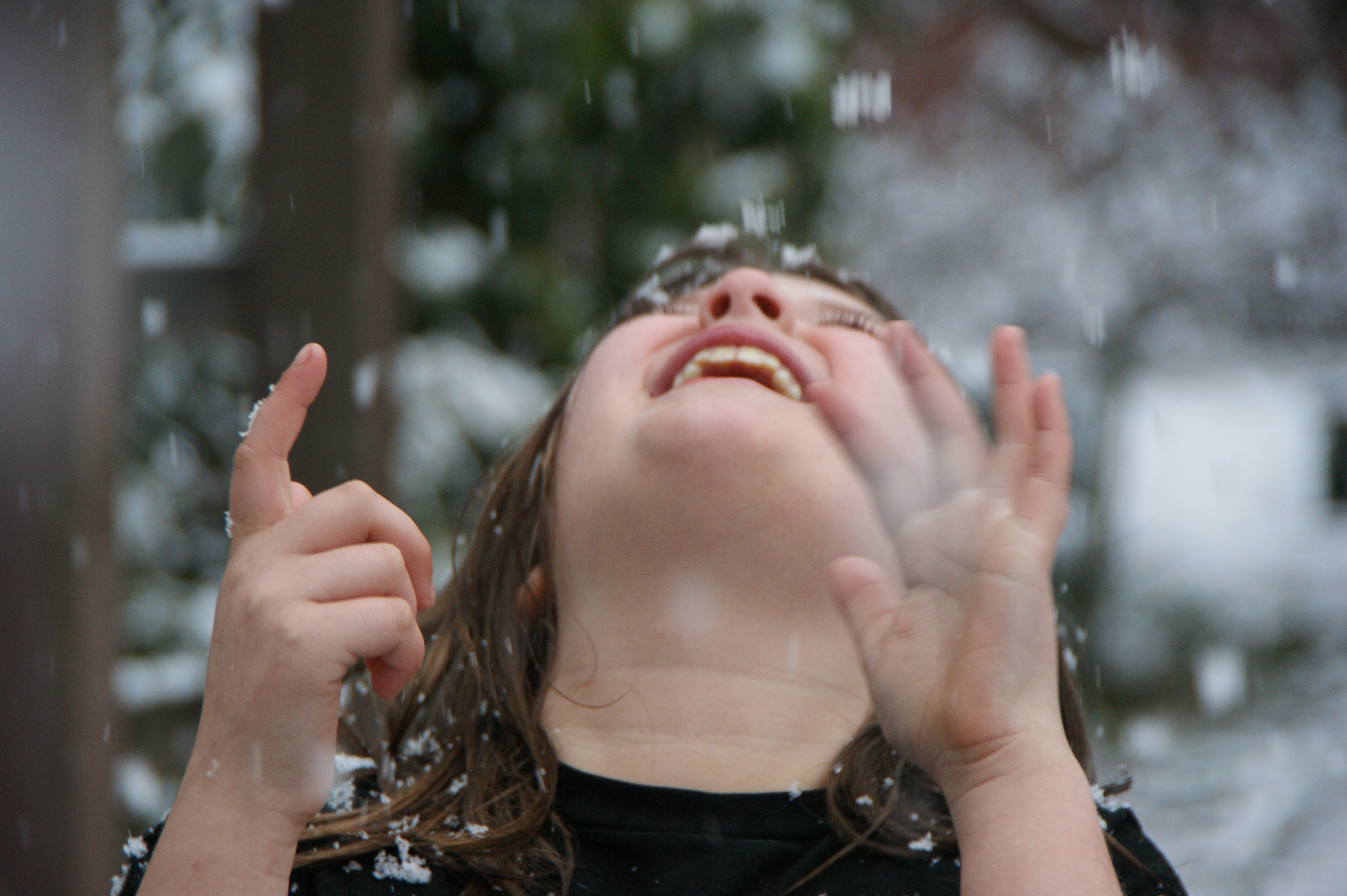
بازی کردن می‌تواند حالت شدید شادی و رضایت را القا کند، مانند این دختر جوان که در برف بازی می‌کند.

سرخوشی (به انگلیسی: Euphoria) که با عنوان نشئگی نیز ممکن است مطرح شود، یک وضعیت ذهنی و عاطفی است که در آن شخص احساس خشنودی، شادی، هیجان و لذت دارد. سرخوشی ممکن است به‌صورت طبیعی و بر اثر وضعیت‌هایی چون ارگاسم جنسی، موفقیت‌ها، ورزش یا مراقبه و تجربیات معنوی ایجاد شود یا بر اثر مصرف داروها، الکل، بیماری‌هایی چون اختلال افسردگی-شیدایی، پرکاری تیروئید و آسیب سر.